# Nathaniel Rich
Pour les articles homonymes, voir Rich.
Nathaniel Rich (né le 5 mars 1980) est un romancier et essayiste américain. Rich est l'auteur de plusieurs livres, a été rédacteur en chef de The Paris Review et a contribué à plusieurs magazines majeurs, notamment The Atlantic, Harper's Magazine et The New York Review of Books.

## Enfance et formation
Rich est le fils de Frank Rich, écrivain du New York Magazine et ancien chroniqueur du New York Times, et de Gail Winston, rédactrice en chef chez HarperCollins. Son plus jeune frère est l'écrivain Simon Rich. Rich fréquente la Dalton School et est un ancien élève de l'université Yale, où il étudie la littérature. Après avoir obtenu son diplôme, il travaille dans l'équipe éditoriale de The New York Review of Books.

## Carrière
Rich déménage à San Francisco pour écrire San Francisco Noir, que le San Francisco Chronicle nomme l'un des meilleurs livres de 2005. Cette année-là, il est embauché comme rédacteur par The Paris Review.
The Mayor's Tongue est décrit par Carolyn See (en) dans le Washington Post comme un « roman ludique et hautement intellectuel sur des sujets sérieux – l'échec du langage, par exemple, et comment nous faisons face à cet échec afin de rester sain d'esprit »,.
Alan Cheuse de NPR qualifie Odds Against Tomorrow de « roman brillamment conçu et extrêmement bien exécuté... un livre à couper le souffle ». Cathleen Schine écrit dans la New York Review of Books : « Reconnaissons tout de suite à quel point ce roman comique charmant et terrifiant aux manières apocalyptiques est prémonitoire... Rich est un caricaturiste doué et un apocalyptique doué. Ses descriptions des caprices de la nature et de la nature humaine sont austères, fraîches et convaincantes, pleines de surprise et de reconnaissance, comme doivent l'être à la fois la bonne comédie et la bonne terreur » .

## Vie privée
Rich vit à la Nouvelle-Orléans avec sa femme, Meredith Angelson, et leur fils.

## Publications

### Fiction
- The Mayor's Tongue, Riverhead Books (en), 2008 (ISBN 978-1594489907, lire en ligne )
- Odds Against Tomorrow, Farrar, Straus and Giroux, 2013 (ISBN 978-0374224240)
- King Zeno. Farrar, Straus and Giroux. 2018  (ISBN 9780374181314).

### Non-fiction
- San Francisco Noir: The City in Film Noir from 1940 to the Present, The Little Bookroom (en), 2005 (ISBN 978-1892145307, lire en ligne)
- Losing Earth (en): A Recent History. Farrar, Straus and Giroux. 2019.  (ISBN 9780374191337).
- « The Lawyer Who Became DuPont's Worst Nightmare » pour The New York Times[11] sur lequel est basé le film Dark Waters.
- Second Nature: Scenes from a World Remade (2021)